# Eosthenias fasciculosus
Eosthenias fasciculosus – gatunek chrząszcza z rodziny kózkowatych i podrodziny zgrzypikowych. Jedyny przedstawiciel rodzaju Eosthenias.

## Zasięg występowania
Gatunek ten występuje w południowych Indiach.